# Leonid Bashmakov
Leonid Bashmakov (Terijoki (Finland), 1 april 1927 – Tampere (Finland), 4 december 2016) was een Fins componist en dirigent.

## Levensloop
Zijn opleiding deed hij aan de Sibelius-Akademie in Helsinki bij Aarre Merikanto van 1948 tot 1954. Daarna was hij theaterkapelmeester en muziekpedagoog in Tampere. In de jaren 50 werd hij bij het publiek bekend. Toen componeerde hij meestal in een neoclassicistische stijl, die later in een dodecafonische periode overging om zich uiteindelijk te ontwikkelen tot een hoog-expressieve vrij-tonale stijl. Het beste kan zijn energetische, kleurrijke en expressive stijl vergeleken worden met de manier van componeren van Béla Bartók, Arthur Honegger en André Jolivet. Zijn oeuvre telt symfonieën, soloconcerten, kamermuziek, toneelmuziek, geestelijke werken en composities voor harmonieorkest.

## Composities

### Werken voor orkest
- 1954 Fantastic Pictures
- 1954 Overture for Orchestra
- 1962-1963 Symphony
- 1965 Symphony No. 2
- 1969 Concerto per orchestra
- 1971 Symphony No. 3
- 1973 Musica per giovani musici
- 1976 Ballata
- 1976 Suite from the ballet Tumma
- 1977 Passacaglia
- 1977 Symphony No. 4
- 1979 Symphony No. 5
- 1981 Pezzo ostinato
- 1982 Symphony No. 6
- 1993 The Three Tolls
- 1998 Symphony No. 7
- 2002 Panorama
- 2004 Four Episodes for Strings voor strijkorkest
  1. Andante
  2. Allegro non troppo
  3. Molto lento
  4. Risoluto

### Werken voor harmonieorkest
- 1968 Etappeja (Stages) voor harmonieorkest
- 1971 Overture voor harmonieorkest
- 1973 Prelude and Scherzo
- 1980 Crescendo
- 1991 Aubades and Serenades voor symfonisch blaasorkest
- 1993 Trombonidol voor trombone en blazersensemble
- 2004 Cingolo Cinque pezzi per dieci fiati e contrabasso
  1. Moderato
  2. Allegretto
  3. Andante
  4. Allegro vivace
  5. Allegro molto/Lento

### Concerten voor orkest of instrumenten
- 1966 Concerto for Violin and Orchestra
- 1971 Divertimento No. 1 voor hobo en strijkorkest
- 1972 Concerto for Cello and Orchestra
- 1974 Concerto for Flutes and Orchestra "Impressioni marine"
- 1974 Divertimento No. 2 voor solofluit, solohobo, solofagot en strijkers
- 1975 Concerto for Organ and Orchestra voor solo-orgel, 4 hoorns, 4 trompetten, 3 trombones, tuba, percussie
- 1983 Concerto for Violin and Orchestra No. 2
- 1990 Concerto for Clarinet and Orchestra
- 1991 Concerto for Harpsichord, Two String Quartets and Percussion
- 1992 Concerto for Trumpet (High Bb) and Strings
- 1992 Concerto for Horn, Percussion and Strings
- 1993 Concerto for Bassoon and Orchestra
- 1995 Concerto for Double Bass and Orchestra
- 2002 Concerto No. 2 per Tromba ed Orchestra

### Muziektheater

#### Balletten
| Voltooid in | titel | aktes | première | libretto                                | choreografie |
| ----------- | ----- | ----- | -------- | --------------------------------------- | ------------ |
| 1975-1976   | Tumma |       |          | gebaseerd op een gedicht van Eino Leino |              |

### Kamermuziek
- 1951/1962 Suite voor marimba, 2 violen, altviool en cello
- 1970 Octetto voor fluit, hobo, klarinet, fagot, hoorn, trompet, trombone en piano
- 1971 Quattro bagatelle voor solofluiten (piccolo, fluit, altfluit, basfluit) en percussie
- 1971 Dialogen für Orgel und Schlaginstrumente
- 1972 Concerto da camera no. 1 voor fluiten (piccolo, fluit, altfluit, basfluit), 2 violen, alt-viool, en cello
- 1973 Sonatina voor cello en piano
- 1976 Tre notturni voor alt-fluit en cello
- 1977 Concerto da camera no. 2 voor soloharp, 2 violen, altviool, cello (contrabas ad lib)
- 1977 Visions and Revelations voor zes spelers (fluit, hobo, klarinet, fagot, hoorn, percussie
- 1985 7 Inventions voor accordeon en klavecimbel
- 1988 Kantele Quartet voor kantele, viool, altviool en cello
- 1990 Game for Three voor 2 accordeons en percussie
- 1991 Musica bassa per vibrafono, marimba e arpa
- 1991 Game for Four voor 4 kantele-instrumenten
- 1992 Jomaha voor accordeon en 2 gitaren
- 1992 Reflections voor 3 fagotten
- 1993 In the Steps of Terpsichore fantasie voor vier koperinstrumenten (2 trompetten en 2 trombones)
- 1994 Die Offenbarung des Johannes voor klarinet, viool, cello en piano
- 1997 MUTU muzoek voor tuba solo, houtblazerswkintet en percussie
- 1999 Three Fantastic Dances voor fluit, hobo, klarinet, fagot, hoorn, 2 violen, altviool, cello en piano
- 1999 LITO fantasie voor kantele, accordeon en 12 strijkinstrumenten
- 2000 Quintet voor 2 trompetten, hoorn, trombone, tuba
  1. Sostenuto
  2. Adagio
  3. Vivo
- 2000 Dolado voor viool, accordeon, piano, gitaar en bas
- 2000 Flibarium voor eufoniumsolo, fluit, Engelse hoorn, klarinet, percussie en piano
- 2003 Dialogolaid voor accordeon en orgel
- 2004 Duo No. 2 voor viool en fagot
  1. Andante
  2. Allegro non troppo
- Largo per 12 ottoni voor 4 hoorns, 4 trompetten, 3 trombones en tuba

### Vocale en koormuziek met orkest of instrumenten
- 1969 Canzona 1 voor gemengd koor en orkest
- 1971 Canzona II voor sopraan solo en orkest
- 1979 Six settings voor vrouwenkoor op gedichten van Kirsi Kunnas
  1. Tiiti's Song
  2. The Evenings are Long
  3. The Sky is a Big Blue Tent
  4. Darkness comes Riding
  5. The Sentimental Hedgehog
  6. The Kettle Polka
- 1985 A Few Days in Spring zangcyclus voor mannenkoor - tekst: Lassi Nummi
  1. Let the Sky be Blue
  2. Somewhere It's Spring
  3. The World is so Beautiful
  4. It is Spring Today
- 1995 Arctic Silence zangcyclus voor gemengd koor - tekst: Elena Guro
  1. Arctic Silence
  2. The White Wedding Hymn of the King of the Forest
  3. Idleness
  4. On the Border between Sleeping and Waking

### Missen, cantates en geestelijke muziek
- 1981 The Electrons of God Cantata for the Tampere University of Technology conferment of degree, voor solobariton, gemengd koor, celesta en orkest - tekst: Lassi Nummi
- 1988 Requiem - "Prayer to the Unknown" voor sopraan, alt, jongenssopraan, bariton, tenor, gemengd koor, celesta en orkest - tekst: Lassi Nummi
  1. De Profundis
  2. Our Earthly Wanderings
  3. The Path through the Vale of Shadows
  4. Per speculum
  5. The Reed's Sigh
  6. Before Thy Face
  7. Dies irae
  8. I, Unborn
  9. Sooner or Later
  10. When the Shadows of the Night Disperse
  11. The Road
  12. Two Roads
  13. Monsters of the Deep! Kyrie eleison!
  14. Tuba mirum
  15. The Tree's Prayer
  16. Sanctus
  17. Our Father
  18. When Lightning Strikes
  19. Agnus Dei
  20. Give us Thy Peace
  21. Lux aeterna
- 1996 Voices of the Times Cantata for three singers and instrumental ensemble - voor sopraan, alt, bariton, fluit, percussie, altviool, cello en piano - tekst: Peter Bashmakov en Ari Lehtinen
  1. Prelude
  2. The Heart
  3. Volition
  4. The Open Circle
  5. Interlude I
  6. Minä (I)
  7. Interlude II
  8. Lamento
  9. Glance